# Aeroportul Kōchi
Aeroportul Kōchi (IATA: KCZ, ICAO: RJOK) este un aeroport din Nankoku, Kochi, Prefectura Kōchi, Japonia ce deservește zona Kochi. Aeroportul a fost tranzitat în 2023 de 1.573.206 pasageri.
Situat la o altitudine de 9 m, aeroportul dispune de 1 pistă. Este operat de Ministry of Land, Infrastructure, Transport and Tourism⁠(d).

## Infrastructură

### Piste
Eroare Lua în Modul:Runway la linia 26: attempt to concatenate local 'surface' (a nil value)